# Чили на зимних Олимпийских играх 1988
Чили принимала участие в Зимних Олимпийских играх 1988 года в Калгари (Канада) в девятый раз за свою историю, но не завоевала ни одной медали.

## Состав сборной
Чили представляли пятеро спортсменов, все — мужчины-горнолыжники. Младшим участником сборной был 16-летний Пауло Опплигер, старшим — 22-летний Дитер Линнеберг. Знаменосцем был Нильс Линнеберг.

## Результаты
Лучшие результаты показал 19-летний Хуан Пабло Сантьягос: 23 место в горнолыжной комбинации и 25 место в слаломе.

### Горнолыжный спорт
Соревнования среди мужчин проходили на горнолыжном курорте Накиска. Медали в супергиганте были разыграны впервые в истории Олимпийских игр, а в комбинации — впервые с Игр 1948 года.
Скоростной спуск
| Спортсмен       | Время   | Место |
| --------------- | ------- | ----- |
| Дитер Линнеберг | 2:11,16 | 42    |
| Нильс Линнеберг | 2:09,83 | 41    |

Супергигант
| Спортсмен            | Время          | Место |
| -------------------- | -------------- | ----- |
| Нильс Линнеберг      | не финишировал | —     |
| Пауло Опплигер       | 1:49,71        | 37    |
| Хуан Пабло Сантьягос | 1:48,74        | 33    |

Гигантский слалом
| Спортсмен            | 1 спуск        | 2 спуск | Результат      | Результат |
| Спортсмен            | 1 спуск        | 2 спуск | Время          | Место     |
| -------------------- | -------------- | ------- | -------------- | --------- |
| Нильс Линнеберг      | не финишировал | —       | не финишировал | —         |
| Пауло Опплигер       | 1:13,16        | 1:10,60 | 2:23,76        | 44        |
| Хуан Пабло Сантьягос | 1:12,69        | 1:08,78 | 2:21,47        | 40        |
| Маурисио Ротелла     | 1:12,40        | 1:10,73 | 2:23,13        | 43        |

Слалом
| Спортсмен            | 1 спуск           | 2 спуск | Результат | Результат |
| Спортсмен            | 1 спуск           | 2 спуск | Время     | Место     |
| -------------------- | ----------------- | ------- | --------- | --------- |
| Пауло Опплигер       | дисквалифицирован | —       | —         | —         |
| Маурисио Ротелла     | не финишировал    | —       | —         | —         |
| Хуан Пабло Сантьягос | 1:00,31           | 55,51   | 1:55,82   | 25        |

Комбинация
| Спортсмен            | Скоростной спуск | Слалом         | Слалом            | Всего  | Всего |
| Спортсмен            | Время            | Время 1        | Время 2           | Очки   | Место |
| -------------------- | ---------------- | -------------- | ----------------- | ------ | ----- |
| Нильс Линнеберг      | не финишировал   | —              | —                 | —      | —     |
| Хуан Пабло Сантьягос | 1:58,52          | 49,18          | 47,91             | 224,20 | 23    |
| Пауло Опплигер       | 1:57,65          | 51,54          | дисквалифицирован | —      | —     |
| Дитер Линнеберг      | 1:55,97          | не финишировал | —                 | —      | —     |